# Western Province (Zambia)
Western Province of Westprovincie is een van de tien provincies van Zambia. De hoofdstad is Mongu. Het grondgebied van de provincie komt nagenoeg overeen met het vroegere Barotseland.

## Districten
Western is verdeeld in 16 districten (2022):
- Kalabo
- Kaoma
- Limulunga
- Luampa
- Lukulu
- Mitete
- Mongu
- Mulobezi
- Mwandi
- Nalolo
- Nkeyema
- Senanga
- Sesheke
- Shangombo
- Sikongo
- Sioma

Central · Copperbelt · Eastern · Luapula · Lusaka · Muchinga· Northern · North-Western · Southern · Western